# M細胞
M細胞（えむさいぼう）または小襞細胞（英：microfold cell, M cell）とは、パイエル板を覆う濾胞被蓋上皮の吸収上皮細胞間に散在する細胞である。膜状の微絨毛を有する。M細胞において細菌やウイルスの取り込みが観察されていることから、M細胞は消化管の免疫に関与していると考えられている。なお、赤痢菌は、このM細胞に侵入することが知られている。